# Lawrenceville (Illinois)
Lawrenceville je grad u američkoj saveznoj državi Ilinois. Prema popisu stanovništva iz 2010. u njemu je živjelo 4.348 stanovnika.